# Jerome Allen
Jerome Byron Allen (Filadelfia, Pensilvania, 28 de enero de 1973) es un exjugador y entrenador de baloncesto estadounidense que disputó dos temporadas en la NBA, ocho más en la liga italiana, además de hacerlo en la liga ACB, en la liga francesa, la liga turca y la liga griega. Con 1,93 metros de estatura, jugaba en la posición de base.

## Trayectoria deportiva

### Universidad
Jugó durante cuatro temporadas con los Quakers de la Universidad de Pensilvania, en las que promedió 13,7 puntos, 4,4 rebotes y 4,6 asistencias por partido. Ganó la Ivy League en sus tres últimos años, con un perfecto 14-0 en victorias-derrotas. Fue incluido en el mejor quinteto de la conferencia y en el de la no oficial Philadelphia Big 5 en los tres años, siendo elegido Jugador del Año de la Ivy League en 1993 y 1994. Al término de su carrera era el líder histórico de su universidad en asistencias y en robos de balón.

### Profesional
Fue elegido en la cuadragésimo novena posición del Draft de la NBA de 1995 por Minnesota Timberwolves, donde jugó una temporada, en la que promedió 2,6 puntos y 1,2 asistencias por partido. Tras ser despedido, fichó al año siguiente como agente libre por Indiana Pacers, donde jugó 51 partidos, en los que promedió 3,2 puntos y 2,1 asistencias, antes de ser traspasado a Denver Nuggets a cambio de Darvin Ham.
Tras no ser renovado por los Nuggets, al año siguiente se marcharía a jugar a Europa, donde desarrollaría el resto de su carrera. Comenzó su andadura en el CSP Limoges de la liga francesa, donde pasó dos temporadas, para marcharse en 1999 al Ülkerspor de la liga turca, donde promedió 12,4 puntos y 4,4 rebotes. De ahí al Virtus Roma, donde conseguiría ser elegido MVP de la Supercopa de Italia en 2000, promediando en las dos temporadas que permaneció en el equipo romano 13,7 puntos y 5,0 rebotes por partido.
En 2002 ficha por el Tau Cerámica de la liga ACB sustituyendo al lesionado Elmer Bennett, jugando 19 partidos hasta la recuperación de éste, en los que promedió 12,5 puntos y 3,6 asistencias. Regresó a Italia al año siguiente, donde jugaría el resto de su carrera, salvo una breve aventura en el PAOK Salónica BC. En el total de su carrera en la Serie A Italiana promedió 14,0 puntos, 4,7 rebotes y 3,5 asistencias por partido.

### Entrenador
En su última temporada en el Pallalcesto Udine sustituyó a Romeo Sacchetti en el banquillo, siendo durante varias jornadas jugador-entrenador del equipo. Pero al no tener la licencia correspondiente, decidió regresar a su país, donde entró a formar parte de los asistentes de su antigua universidad, los Penn Quakers, llegando a ser entrenador principal interino durante una temporada, haciéndose definitivamente con el puesto, que ocupó durante 6 años. En total ha dirigido 169 partidos, con 65 victorias y 104 derrotas.
Desde 2015 es entrenador asistente en los Boston Celtics.

## Estadísticas de su carrera en la NBA

### Temporada regular
| Temporada | Edad | Equipo                 | Liga | P   | TIT | MIN  | TC  | TCA | %TC  | 3P  | 3PA | %3P  | TL  | TLA | %TL  | R.OF. | R.DEF. | REB | ASIS | ROB | TAP | PER | FP  | PTS |
| 1995-96   | 23   | Minnesota Timberwolves | NBA  | 41  | 0   | 8.8  | 0.9 | 2.6 | .343 | 0.2 | 0.8 | .303 | 0.6 | 0.9 | .722 | 0.1   | 0.5    | 0.6 | 1.2  | 0.5 | 0.1 | 0.8 | 1.0 | 2.6 |
| 1996-97   | 24   | TOTAL                  | NBA  | 76  | 1   | 12.4 | 1.0 | 2.9 | .353 | 0.4 | 1.2 | .323 | 0.6 | 0.9 | .583 | 0.3   | 1.0    | 1.3 | 2.0  | 0.4 | 0.1 | 0.9 | 1.1 | 3.0 |
| 1996-97   | 24   | Indiana Pacers         | NBA  | 51  | 1   | 13.6 | 1.1 | 2.9 | .388 | 0.5 | 1.2 | .390 | 0.5 | 0.9 | .574 | 0.3   | 1.0    | 1.3 | 2.1  | 0.5 | 0.0 | 1.1 | 1.3 | 3.2 |
| 1996-97   | 24   | Denver Nuggets         | NBA  | 25  | 0   | 10.0 | 0.8 | 3.0 | .284 | 0.3 | 1.4 | .206 | 0.6 | 1.0 | .600 | 0.5   | 0.8    | 1.3 | 1.7  | 0.2 | 0.2 | 0.5 | 0.7 | 2.6 |
| Total     |      |                        | NBA  | 117 | 1   | 11.2 | 1.0 | 2.8 | .350 | 0.3 | 1.1 | .317 | 0.6 | 0.9 | .630 | 0.3   | 0.8    | 1.1 | 1.7  | 0.4 | 0.1 | 0.9 | 1.1 | 2.9 |